# Saint Dominic's Preview
Saint Dominic's Preview es el quinto álbum de estudio del músico norirlandés Van Morrison, publicado por la compañía discográfica Warner Bros. Records julio de 1972. Fue calificado por la revista Rolling Stone como «el disco más ambicioso y mejor producido publicado por Van Morrison».
La diversidad del material en el álbum resaltó la fusión del folk, el R&B, el blues y el jazz. «Jackie Wilson Said (I'm in Heaven When You Smile)» y «Saint Dominic's Preview» son mezclas de soul y folk, mientras que otros temas menos conocidos, como «Gypsy» y «Redwood Tree», muestran una celebración lírica de la belleza de la naturaleza. El álbum también incluyó dos canciones de larga duración, «Listen to the Lion» y «Almost Independence Day», con interpretaciones vocales intensas y catárticas y en un estilo similar al del álbum Astral Weeks.
Saint Dominic's Preview alcanzó el puesto quince de la lista estadounidense Billboard 200 tras su publicación. Supuso su mejor registro en los Estados Unidos hasta el lanzamiento en 2008 de Keep It Simple, que llegó a la posición diez.

## Grabación
El álbum fue grabado entre finales del invierno y la primavera de 1971 y 1972 en los Wally Heider Studios y Pacific High Studios de San Francisco, California, así como en la iglesia de San Anselmo. La cuarta canción, «Listen to the Lion», fue grabada anteriormente durante las sesiones de Tupelo Honey en los Columbia Studios de San Francisco.
Coproducido por Ted Templeman, Saint Dominic's Preview incluyó también la colaboración de músicos recién incorporados a la banda de Morrison: Jules Broussard, saxofonista de Boz Scaggs; Mark Naftalin, pianista que había tocado con Paul Butterfield; Ron Elliott, guitarrista de The Beau Brummels, y Bernie Krause tocando el sintetizador.

## Recepción
Saint Dominic's Preview fue bien recibido por la prensa musical tras su publicación. Eric Hage escribió que «es uno de los álbumes más fuertes en el canon de Van Morrison porque parece adaptar e incorporar todas las lecciones y descubrimientos del rico periodo de evolución que vino antes mientras al mismo tiempo abría nuevas ventanas». Miles Palmer, en The Times, comentó que «el impacto acumulativo es devastador». Stephen Holden, de la revista Rolling Stone, escribió: «La coexistencia de dos estilos en el mismo disco resulta muy refrescante. Se complementan entre sí por lo que subraya la versatilidad de la imaginación musical de Van». Además, Holden lo definió como «el álbum mejor producido y más ambicioso publicado por Van Morrison». Por otra parte, Robert Christgau le otorgó una calificación de A- y comentó: «El punto es que las palabras —que en este álbum son tan desiguales como las melodías— a veces dicen menos que las voces». La reseña de Allmusic le dio una calificación de cuatro estrellas y media y comentó que el álbum «se mantiene unido por la fuerza de sus canciones, una colección intrigante y diversa que reúne los hilos dispares de la obra reciente del cantante».
Desde el punto de vista comercial, Saint Dominic's Preview alcanzó el puesto quince en la lista estadounidense Billboard 200. Esta posición supuso el mejor registro para un disco de Morrison hasta el lanzamiento en 2008 de Keep It Simple, que llegó al puesto diez.

## Diseño del álbum
El álbum fue planeado originalmente para titularse Green pero fue cambiado después de que Morrison escribiese «Saint Dominic's Preview». Un perfil de Morrison en la revista Rolling Stone le citaba diciendo que la canción había sido un sueño sobre un reunión en la iglesia St. Dominic donde se celebraba una misa por la paz en Irlanda del Norte. Rolling Stone escribió posteriormente que mientras estaba en Nevada, Morrison había leído un artículo en la prensa sobre una masa de gente que iba a celebrar la paz en la iglesia de St. Dominic de San Francisco.
También fue el primer álbum que no tuvo el amor como tema central y significante, debido al creciente deterioro de su matrimonio. La portada muestra a Morrison sentado en los escalones de una iglesia tocando una guitarra acústica con unos pantalones rotos y unas botas de aspecto desaliñado, como un trovador gitano en la calle. Las fotografías del interior del álbum fueron tomadas por Michael Maggid en la iglesia St. Anselm de San Anselmo, cerca del hogar de Morrison, mientras que la fotografía de la portada fue realizada en los escalones de la capilla Montgomery, en los terrenos del seminario de San Anselmo.

## Lista de canciones
Todas las canciones escritas y compuestas por Van Morrison. 
| Cara A |                                                     |          |  |
| N.º    | Título                                              | Duración |  |
| 1.     | «Jackie Wilson Said (I'm in Heaven When You Smile)» | 2:57     |  |
| 2.     | «Gypsy»                                             | 4:36     |  |
| 3.     | «I Will Be There»                                   | 3:01     |  |
| 4.     | «Listen to the Lion»                                | 11:07    |  |

| Cara B |                           |          |  |
| N.º    | Título                    | Duración |  |
| 1.     | «Saint Dominic's Preview» | 6:23     |  |
| 2.     | «Redwood Tree»            | 3:03     |  |
| 3.     | «Almost Independence Day» | 10:05    |  |

## Personal
| Músicos - Van Morrison: guitarra acústica, guitarra rítmica, guitarra de doce cuerdas y voz - Jules Broussard: saxofón tenor y flauta - Lee Charlton: batería en «Almost Independence Day» - Bill Church: bajo - Ron Elliot: guitarra acústica en «Almost Independence Day» - Rolf "Boots" Houston: saxofón tenor y coros - Mark Jordan: piano en «Listen to the Lion» - Connie Kay: batería en «Listen to the Lion» - Bernie Krause: sintetizador moog en «Almost Independence Day» - Gary Mallaber: batería, percusión y vibráfono - John McFee: steel guitar en «Saint Dominic's Preview» - Doug Messenger: guitarras eléctrica y acústica - Ronnie Montrose: guitarra acústica y coros en «Listen to the Lion» - Mark Naftalin: piano y sintetizador moog - Pat O'Hara: trombón en «Saint Dominic's Preview» - Janet Planet: coros - Tom Salisbury: piano, órgano y arreglos - Rick Schlosser: batería - Ellen Schroer: coros - Jack Schroer: saxofón alto y saxofón barítono - Mark Springer: coros en «Saint Dominic's Preview» y «Redwood Tree» - Leroy Vinnegar: bajo en «Almost Independence Day» | Equipo técnico - Ted Templeman: productor musical - Donn Landee: ingeniero de sonido y mezclas - Bob Schumaker: ingeniero de sonido y mezclas - Jim Gains: ingeniero de sonido - Dave Brown: ingeniero de sonido - Steve Brandon: ingeniero de sonido - Michael Maggid: fotografía |

## Posición en listas
| País           | Lista               | Posición |
| -------------- | ------------------- | -------- |
| Estados Unidos | Billboard 200       | 15       |
| Países Bajos   | Mega Albums Top 100 | 10       |

| Sencillo             | País           | Lista             | Posición |
| -------------------- | -------------- | ----------------- | -------- |
| «Jackie Wilson Said» | Estados Unidos | Billboard Hot 100 | 61       |
| «Redwood Tree»       | Estados Unidos | Billboard Hot 100 | 98       |
| «Gypsy»              | Estados Unidos | Billboard Hot 100 | 101      |